# Branko Zinaja
Branko Zinaja, serb. Бранко Зинаја (ur. 28 września 1895 w Varaždinie, zm. 20 września 1949 w Opatii) – jugosłowiański piłkarz narodowości chorwackiej występujący na pozycji pomocnika, reprezentant Królestwa SHS w latach 1921–1923.

## Kariera klubowa
W trakcie swojej kariery piłkarskiej występował w zespole HAŠK Zagrzeb. Z klubem tym wywalczył dwukrotnie mistrzostwo Zagrzebia (1920/21 i 1921/22). W 1923 roku w barwach HAŠK rozpoczął występy w mistrzostwach Królestwa SHS. W sezonach 1927 i 1928 był wicekrólem strzelców tych rozgrywek.

## Kariera reprezentacyjna
28 października 1921 zadebiutował w reprezentacji Królestwa SHS w przegranym 1:6 meczu towarzyskim przeciwko Czechosłowacji, w którym zdobył bramkę. W czerwcu 1922 w spotkaniu z tym samym rywalem (4:3) zdobył 2 gole, przyczyniając się do odniesienia pierwszego zwycięstwa w historii drużyny narodowej. W czerwcu 1923 w meczu z Rumunią w Bukareszcie wystąpił na boisku razem z bratem Dušanem, co było pierwszym przypadkiem tego typu w jugosłowiańskiej piłce nożnej. W 1924 roku został powołany na Igrzyska Olimpijskie w Paryżu, jednak ostatecznie pozostał na liście rezerwowej i nie udał się na turniej. Ogółem w latach 1921–1923 rozegrał on w reprezentacji 6 spotkań, w których strzelił 4 bramki.

### Bramki w reprezentacji
| LP | Data                 | Miejsce                     | Przeciwnik     | Bramka | Rezultat | Ranga meczu     |
| -- | -------------------- | --------------------------- | -------------- | ------ | -------- | --------------- |
| 1. | 28 października 1921 | Letenský Stadion, Bubeneč   | Czechosłowacja | 1:4    | 1:6      | Mecz towarzyski |
| 2. | 28 czerwca 1922      | Stadion Concordije, Zagrzeb | Czechosłowacja | 2:3    | 4:3      | Mecz towarzyski |
| 3. | 28 czerwca 1922      | Stadion Concordije, Zagrzeb | Czechosłowacja | 4:3    | 4:3      | Mecz towarzyski |
| 4. | 3 czerwca 1923       | Stadion Cracovii, Kraków    | Polska         | 2:1    | 2:1      | Mecz towarzyski |

## Życie prywatne
Syn Jovana Zinaji i Stanislavy z d. Ester. Większość dzieciństwa spędził na rodzinnej posiadłości ziemskiej w miejscowości Glina. Jego ojciec pracował w Królewskich Węgierskich Kolejach Państwowych, z tego względu rodzina często zmieniała miejsce zamieszkania. Po II wojnie światowej osiadł w Zagrzebiu, gdzie pracował jako urzędnik podatkowy. Jego bratem był Dušan Zinaja.

## Okoliczności śmierci
Zmarł 20 września 1949 na udar mózgu. Został pochowany w rodzinnej mogile w prawosławnej części Cmentarza Mirogoj w Zagrzebiu.